# アディゲ共和国

アディゲ共和国
ロシア語：Республика Адыгея
アディゲ語：Адыгэ Республик

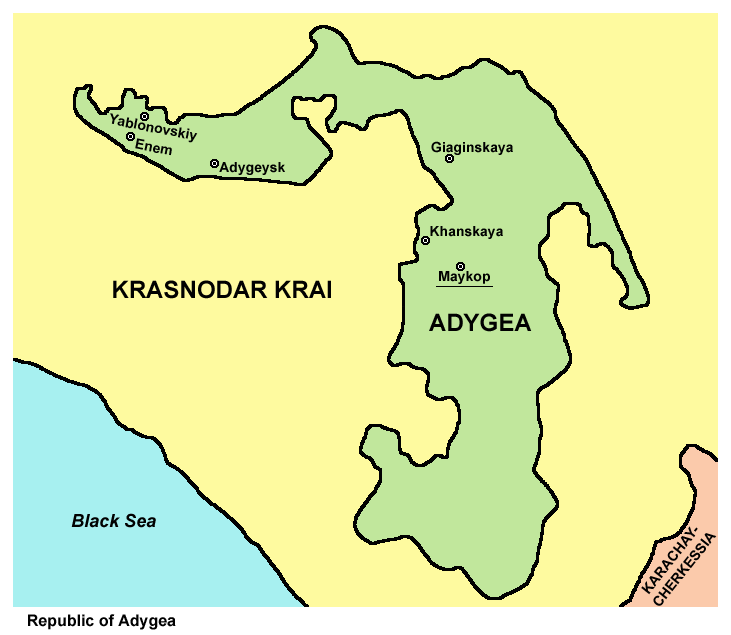

アディゲ共和国（アディゲきょうわこく、ロシア語: Адыгея、アディゲ語: Адыгэ）は、ロシア連邦を構成する共和国のひとつ。別名アドゥイゲ共和国。北コーカサスに位置し、周囲をクラスノダール地方に囲まれている。

## 歴史
アディゲ人はイスラム系の少数民族で、アディゲ共和国は1922年にソ連の自治州として設立され、クラスノダールが共和国の中心都市であった。その後、イスラム教国であるトルコやシリアへの移住が進み、ロシア国外の居住者の方が多くなっている。同時にロシア人の入植者が増えたため、アディゲ共和国の人口の大半はロシア人となっている。アディゲ人とロシア人の関係は良好で大きな人種問題は起きていない。

## 住民
2010年の国勢調査では、ロシア人63.6%、アディゲ人25.2%、アルメニア人3.7%、ウクライナ人1.4%、クルド人1.1%、タタール人0.6%となっていた。

## 政治
首長の任期は5年間であり、アディゲ語に堪能であることが立候補要件とされている。

## 標準時
アディゲ共和国は、モスクワ時間帯の標準時を使用している。時差はUTC+3時間で、夏時間はない。（2011年3月までは、標準時がUTC+3で夏時間がUTC+4、同年3月から2014年10月までは通年UTC+4であった）